# Eatoniella ainsworthi
Eatoniella ainsworthi is een slakkensoort uit de familie van de Eatoniellidae. De wetenschappelijke naam van de soort is voor het eerst geldig gepubliceerd in 1916 door Hedley.